# Eduard Dewenter
Eduard Dewenter (* 20. Januar 1938 in Tarnewitz; † 19. November 2019 in Wismar) war ein deutscher Politiker der CDU.

## Leben und Beruf
Dewenter besuchte die Grundschule in Boltenhagen und legte das Abitur ab. Nach einer Lehre zum Betonarbeiter studierte er zunächst an der Ingenieurschule Magdeburg, die er als Ingenieur abschloss. Anschließend erwarb er an der Technischen Universität Dresden den Titel des Diplom-Ingenieurs. Von 1960 bis 1968 war er als Ingenieur tätig, danach war er selbstständiger Unternehmer. 1972 übernahm er eine Tätigkeit als Betriebsleiter, ehe er sich 1990 mit einem Transportunternehmen erneut selbstständig machte.

## Politik
Im Dezember 1989 übernahm Dewenter den Kreisvorsitz der CDU in Wismar, dieses Amt hatte er bis 1991 inne. In jenem Jahr wurde er zum stellvertretenden Landesvorsitzenden der Mittelstandsvereinigung der CDU Mecklenburg-Vorpommern gewählt.
Bei der Landtagswahl 1994 zog Dewenter über die Landesliste in den Landtag von Mecklenburg-Vorpommern ein und gehörte diesem eine Wahlperiode lang bis 1998 an.